# Андоррско-непальские отношения
Андоррско-непальские отношения — двусторонние дипломатические отношения между Андоррой и Непалом.

## История
Непал установил дипломатические отношения с Андоррой 22 сентября 2006 года. С момента установления дипломатических отношений между странами отношения остаются дружественными. Непал и Андорра разделяют общие взгляды во многих международных отношениях. Хотя обеим странам еще предстоит создать основу для регулярных консультаций и укрепления экономического партнерства, они обмениваются опытом сотрудничества на различных международных форумах, включая ООН. Они поддерживают общие повестки дня по вопросам изменения климата и горного развития. Обе страны выступают за многосторонний подход как основу для мирного и процветающего мира и разделяют настроения малых стран.

## Дипломатические миссии
- Андорра не представлена в Непале ни на каком уровне.
- Непал не представлен в Андорре, но посольстве Непала в Париже одновременно аккредитовано и в Андорре[1].

## Совместные международные организации
Обе страны являются членами ряда международных организаций, в том числе:
| Название организации                         | Дата присоединения Андорры | Дата присоединения Непала |
| -------------------------------------------- | -------------------------- | ------------------------- |
| Интерпол                                     | 23 ноября 1987 года        | 27 сентября 1967 года     |
| ЮНЕСКО                                       | 20 октября 1993 года       | 1 мая 1953 года           |
| Организация по запрещению химического оружия | 29 марта 2003 года         | 18 декабря 1997 года      |
| Организация Объединенных Наций               | 28 июля 1993 года          | 14 декабря 1955 года      |